# S/S Polstjärnan

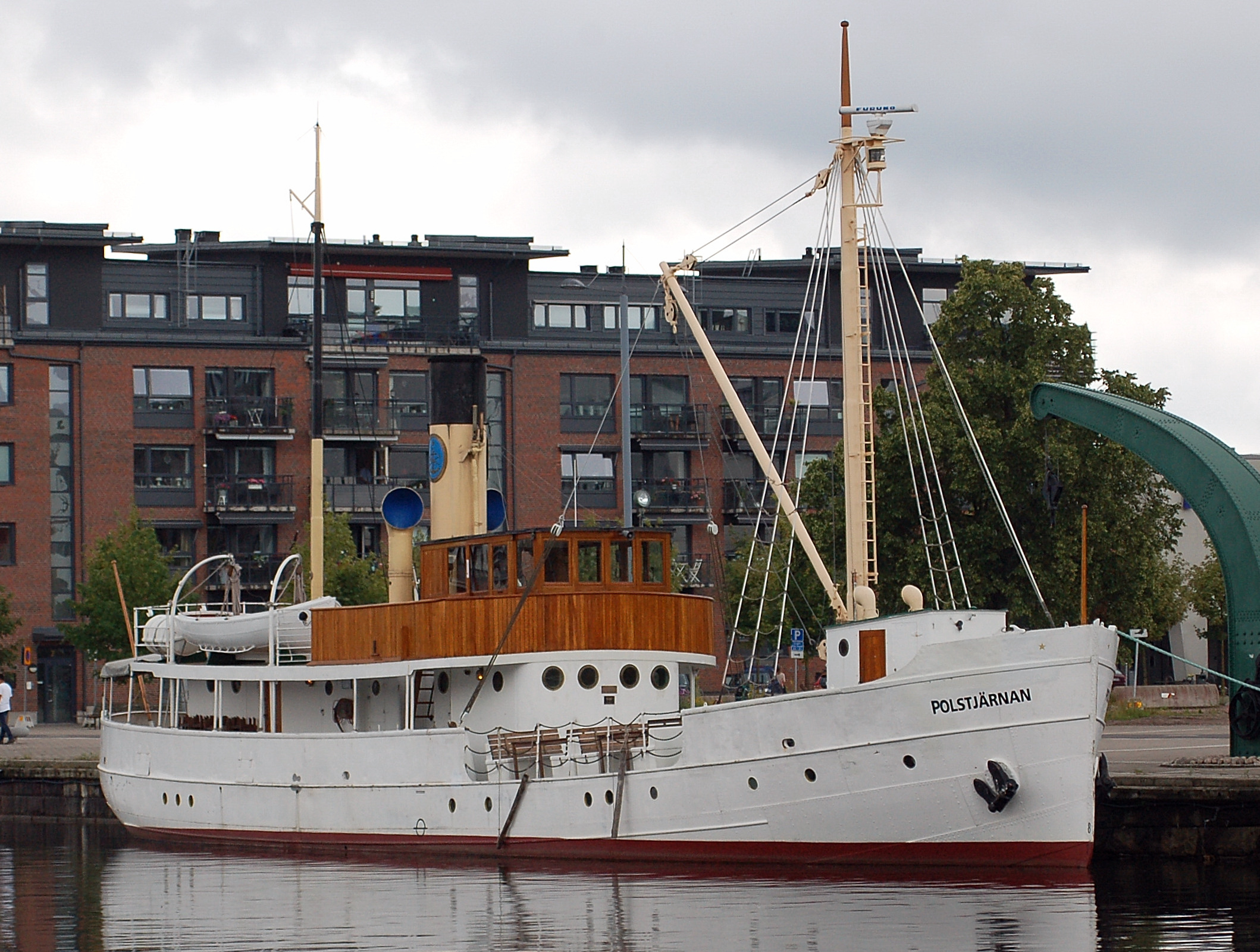
Polstjärnan i Karlstad.

S/S Polstjärnan (Lotsångfartyget S/S Polstjärnan III) är ett svenskt ångfartyg med hemmahamn i Viken, Karlstad.
Fartyget beställdes och levererades 1929 till Vänerns Seglationsstyrelse som ersättning för det tidigare tjänstefartyget S/S Polstjärnan II. Fartyget användes som inspektions- och arbetsfartyg. Man inspekterade fyrar samt satte ut och tog in sjömärken fram till 1983. Hon är k-märkt och går nu sommartid i turisttrafik i Vänern.

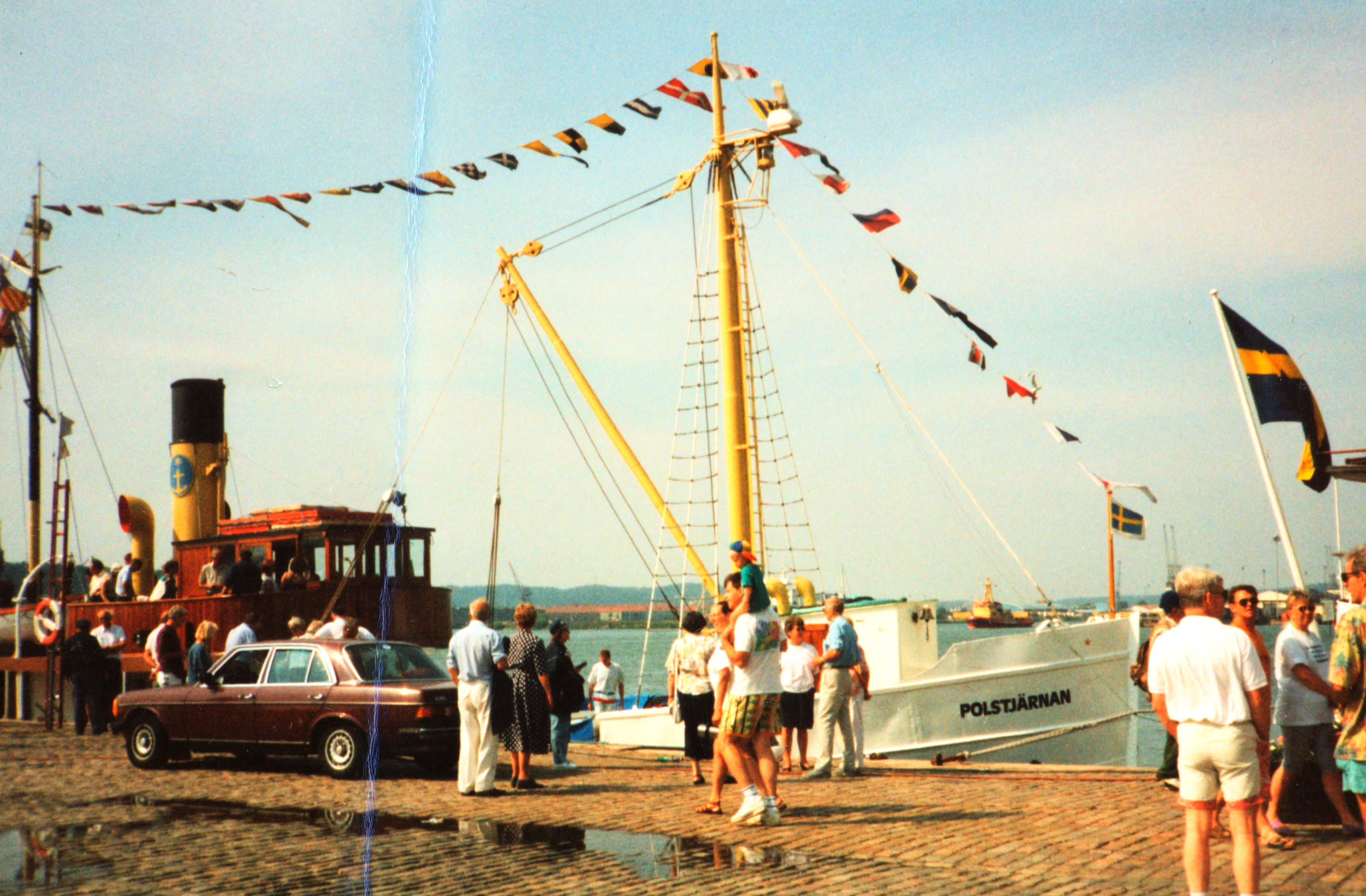
S/S Polstjärnan (ca 1990, Båtmuseum Göteborg).

## Fartygsdata
- Byggår: 1929
- Varv: Lindholmens Varv i Göteborg
- Material: stål
- Maskineri: tvåcylindrig kompoundångmaskin från Motala Verkstad
- L.ö.a.: 30,2 meter
- Bredd: 5,2 meter
- Djupgående: 3,0 meter
- Hastighet: cirka 9 knop

- Dräktighet: 110 bruttoregisterton
- Passagerare: 90
- Ägare: Ångbåtssällskapet Polstjärnan i Karlstad